# Distretto di Xaysetha (Attapeu)
Il distretto di Xaysetha è uno dei cinque distretti (mueang) della provincia di Attapeu, nel Laos. Ha come capoluogo la città di Xaysetha.